# Syagrus
Syagrus es un género de plantas de la familia Arecaceae (palmeras), nativa de Sudamérica. Este género contenía unas veinte especies, las llamadas Syagrus en sentido estricto,  y posteriormente se le añadieron Arecastrum romanzoffianum, Arikuryroba schizophylla, Barbosa pseudococos u otras, constituyéndose así el género Syagrus en sentido amplio. 

## Distribución
Es originario de Suramérica y las Pequeñas Antillas. En Brasil se encuentran unas 22 especies. Las más conocidas son S. coronata y S. romanzoffiana.

## Descripción
Son palmeras monocaules, multicaules o acaules, o tener tronco subterráneo, tienen hojas pinnadas y sin capitel; Glassman menciona que ejemplares  de S. oleracea llegan a los 36 m de altura.

## Ecología
Las nueces de S. coronata y S. yatay  son (o eran) el alimento favorito de los guacamayos Anodorhynchus leari y  Anodorhynchus glaucus, respectivamente, con sus picos de tamaño y forma particularmente adaptados para romperlas.  La destrucción de la palma yatay en el río Paraná es considerado un factor clave en la extinción del Anodorhynchus glaucus (del Hoyo et al. 1997).
Las especies de Syagrus son alimento de larvas de algunas especies de Lepidoptera:  Batrachedra nuciferae (registrada en S. coronae), Hypercompe cunigunda (solo sobre S. romanzoffiana) y Paysandisia archon (en S. romanzoffiana).

## Hábitat
Especies acaules son de zonas áridas, las otras, de selvas, bosques, costa, y otro hábitats.

## Taxonomía
El género fue descrito por Carl Friedrich Philipp von Martius  y publicado en Palmarum familia 18–19. 1824.
Etimología
Syagrus: nombre genérico que da nombre de un tipo de palmera en América, al parecer utilizado por Plinio, pero ciertamente no para los miembros de este género del nuevo mundo.

## Especies
- Syagrus acaulis (Drude ex Mart.) Becc.
- Syagrus amara Mart.
- Syagrus bottryophora (Mart.) Mart.
- Syagrus cearensis Noblick - catolé/coco-viscoso
- Syagrus cocoides - piririma
- Syagrus comosa - coco babón
- Syagrus coronata (Mart.) Becc. - palma Licuri
- Syagrus × costae Glassman
- Syagrus duartei
- Syagrus flexuosa - ariri
- Syagrus glaucescens - palmerilla azul
- Syagrus graminifolia
- Syagrus harleyi
- Syagrus inajai
- Syagrus macrocarpa - maría rosa
- Syagrus x matafome - licuriroba
- Syagrus microphylla - ariri
- Syagrus oleracea  - palmito amargo
- Syagrus petrea
- Syagrus picrophylla - licuri
- Syagrus pleioclada
- Syagrus pseudococos (Raddi) Glassman - coco amargo
- Syagrus romanzoffiana (Cham.) Glassman- chiriva, pindó
- Syagrus ruschiana
- Syagrus sancona H.Karst.
- Syagrus schizophylla (Mart.) Glassman - palma Arikury
- Syagrus vagans licurioba
- Syagrus werdermannii
- Syagrus yatay - palma yatay